# Weirton
Weirton er en by i den amerikanske delstat West Virginia. Byen har 19.163(2020) indbyggere og er administrativt center i det amerikanske county Hancock County.